# Basu-tétel
A statisztikában a Basu-tétel azt állítja, hogy bármely komplett elégséges statisztika független bármely kiegészítő statisztikától.
Egy statisztika kiegészítő statisztika, ha az eloszlása nem függ θ-tól.
Ezt a tételt Debabrata Desu (indiai statisztikus) 1955-ben állította fel.
A tételt gyakran alkalmazzák két statisztika függetlenségének bizonyítására.

## Állítás
Legyen Pθ egy eloszlás család az (X, Σ), mérhető térben.
Akkor, ha T komplett elégséges statisztika θ-ra, és A kiegészítő statisztika θ-ra, akkor T független A-tól.

## Bizonyítás
Legyen PθT és PθA T és A marginális eloszlásai.
{\displaystyle P_{\theta }^{A}(B)=P_{\theta }(A^{-1}B)=\int _{T(X)}P_{\theta }(A^{-1}B|T=t)\ P_{\theta }^{T}(dt)\,}
PθT nem függ θ-tól, mert A kiegészítő.
Hasonlóképpen Pθ(•|T = t) nem függ θ-tól, mert T elégséges.
Ezért:
{\displaystyle \int _{T(X)}{\big [}P(A^{-1}B|T=t)-P^{A}(B){\big ]}\ P_{\theta }^{T}(dt)=0\,}
Figyeljük meg az integranduszt ( függvény az integrálon belül), mely t függvénye, és nem θ-é.
Ezért, mivel T komplett:
{\displaystyle P(A^{-1}B|T=t)=P^{A}(B)\quad {\text{minden t-re}}\,}
Így bizonyított, hogy A független T-től.

## Példa
Normális eloszlású minta középértéke és szórásnégyzetének a függetlensége.
Legyenek X1, X2, ..., Xn független, azonos eloszlású normális valószínűségi változók μ középértékkel és σ² szórásnégyzettel.
Ekkor:
{\displaystyle {\widehat {\mu }}={\frac {\sum X_{i}}{n}},\,}
a minta középértéke, mely egy komplett elégséges statisztika – azaz, minden információ megkapható a μ becsléséhez, és nem több, továbbá:
{\displaystyle {\widehat {\sigma }}^{2}={\frac {\sum \left(X_{i}-{\bar {X}}\right)^{2}}{n-1}},\,}
a minta szórásnégyzete, mely egy kiegészítő statisztika – eloszlása nem függ μ-től.
Így, a Basu-tételből következően, ezek a statisztikák függetlenek.
A függetlenség a Cochran-tételből is levezethető.
Továbbá, ez a tulajdonság, hogy a normális eloszlás középértéke és szórásnégyzete függetlenek, jellemzi a normális eloszlást – nincs más hasonló tulajdonságú eloszlás.